# 1991
1991 (MCMXCI) var ett normalår som började en tisdag i den gregorianska kalendern.

## Händelser

### Under året
- Antalet nya cancerfall i Sverige minskar för första gången på 30 år.

### Januari

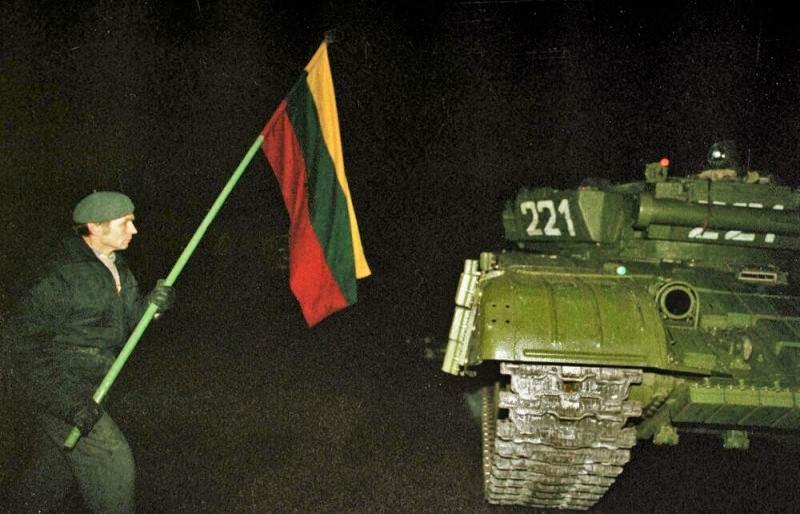
Januarihändelserna i Litauen.

- 5 januari – Krig bryter ut mellan georgiska styrkor och Sydossetien.
- 7 januari – Pernilla Wiberg, Sverige vinner sin första världscupdeltävling i slalom i Österrike.

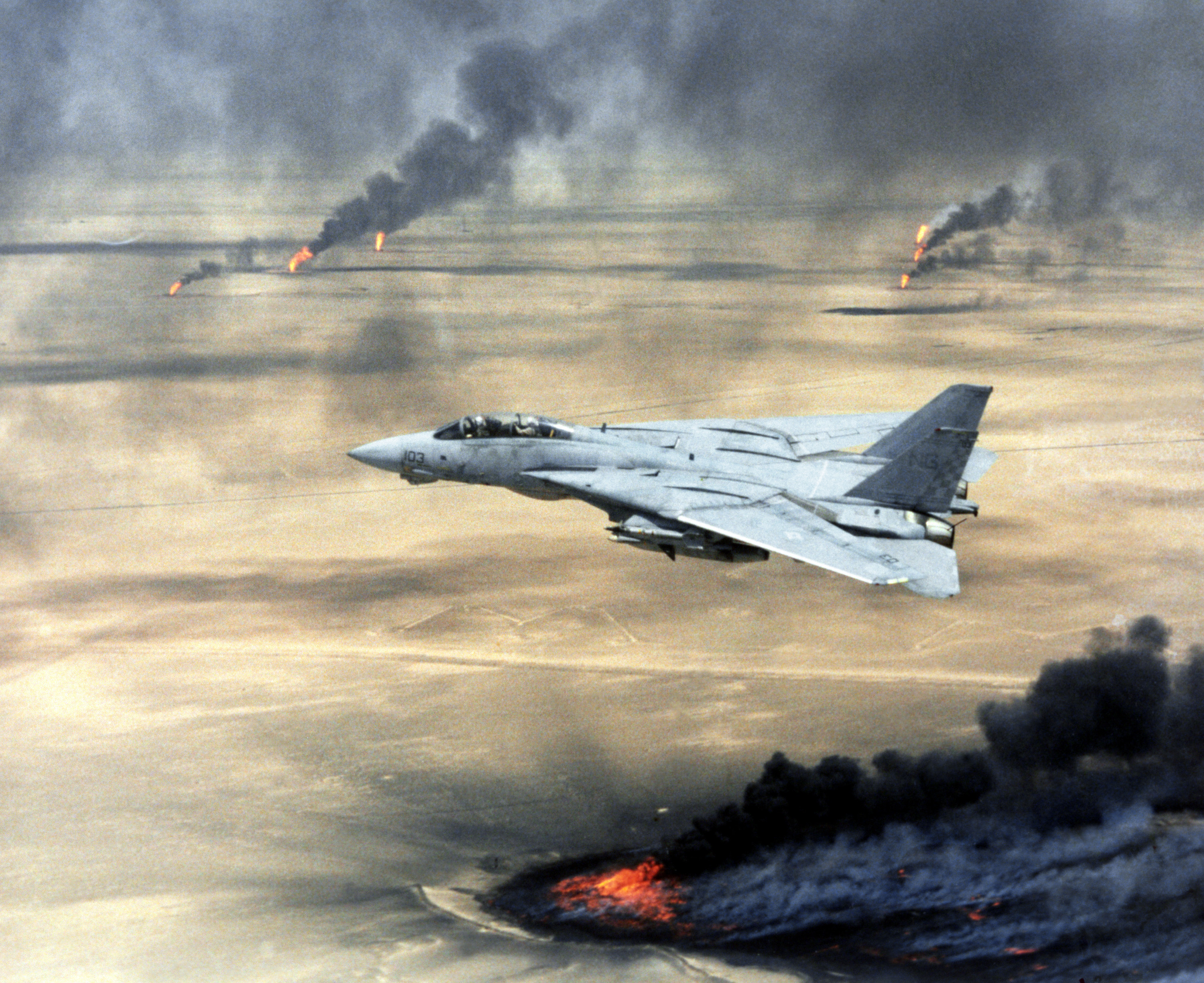
Gulfkriget.

- 8 januari – Sverige bidrar till FN-insatsen i Kuwait genom att skicka ett fältsjukhus till Saudiarabien [1].
- 12 januari – USA:s president George Bush får fullmakt av USA:s kongress att förklara krig om inte Irak lämnar Kuwait före 15 januari 1991 [2].
- 13 januari – TV-huset i Vilnius besätts av sovjetiska trupper, över 100 personer skadas [2].
- 15 januari – Kuwaitkriget inleds.
- 16 januari – Stockholms fondbörs noterar en kraftig kursuppgång i samband med FN-alliansens luftangrepp mot Irak [3].
- 17 januari
  - Kuwaitkriget:Operation Desert Storm startar då USA-ledda flygstridskrafter anfaller Irak [4]. Irak har tidigare ignorerat FN:s uppsatta deadline den 15 januari för irakisk reträtt från det ockuperade Kuwait (kriget inleds 17 januari enligt Mellanöstern- och europeisk tid, 16 januari enligt amerikansk tid). Iraks flygvapen slås ut.
  - Vid Olav V:s död efterträds han som kung av Norge av sin son Harald V.[4]
- 18 januari – Irak skjuter Scudrobotar mot Tel Aviv och Haifa [5]. Israel lovar avstå vedergällning och får antirobotvapen av USA, som skjuter ner de flesta irakiska robotorna. Även Saudiarabien anfalls med robotar [2]. Totalt avlossas åtta robotar mot Israel.
- 20 januari – Sovjetisk militär angriper det lettiska inrikesministeriet [2].
- 24 januari – De svenska fackförbundsordförandena Bertil Whinberg och Ove Fredriksson rånmördas då de besöker Tallinn [4].
- 26 januari – Stora oljemängder rinner ut i Persiska viken från Kuwait. USA anklagar Irak för miljöterrorism [6].
- 28 januari – Tetra Paks köp av Alfa Laval för 16 miljarder SEK är den dittills största affären på börsen [1].

### Februari
- 2 februari – 20-åriga Pernilla Wiberg, Sverige blir världsmästare storslalom i Saalbach i Österrike [4].
- 4 februari – Partiet Ny demokrati (NyD) presenterar sin styrelse med Bert Karlsson och Ian Wachtmeister, och programmet "Drag under galoscherna" [1].
- 7 februari – Gunde Svan, Sverige blir världsmästare på herrarnas 30 kilometer längdskidåkning i Val di Fiemme, Italien i samband med årets världsmästerskapspremiär [4]. Det är hans sjunde världsmästartitel [1].
- 8 februari – Saab Automobile AB, som har haft 4,6 miljarder SEK i förlust, lägger ned sin nya fabrik i Malmö. 800 mister jobbet [1].
- 11 februari – Guldbaggegalan hålls för 26:e gången i Stockholm. Kjell Gredes film God afton, Herr Wallenberg får fyra guldbaggar [1].
- 18 februari – Bert Karlsson avgår som Ny demokratis partiordförande på grund av "hotelser" och "maffiametoder" mot Skara Sommarland [7], Ian Wachtmeister tar över som partiledare.
- 20 februari – SR Sloveniens parlament beslutar och röstar för utträde ur jugoslaviska federationen [2].
- 21 februari – SR Kroatien förklarar att man inte längre lyder under jugoslaviska federationen [2].
- 23 februari – 17 personer dödas vid en hotellbrand i Leningrad [8].
- 24 februari – USA-soldater tränger in i Irak och möter svagt motstånd [5].
- 26 februari – Irak sätter Kuwaits oljekällor i brand, och giftig oljerök ligger som en matta över hela Kuwait [6].
- 28 februari – USA:s president George Bush ger order om eldupphör i Gulfkriget då Irak i grunden besegrats av de allierade styrkorna, och accepterat FN:s krav [4].

### Mars
- 1 mars – Nya svenska ersättningsregler (65 % de tre första dagarna) leder till kraftiga minskningar av sjukskrivningarna samtidigt som ledighet för vård av barn (80 %) ökar [7].
- 2 mars – 152 personer omkommer och 500 räddas då ett flyktingfartyg sjunker utanför Kenya.[8]
- 5 mars – I norra Irak gör kurderna uppror. Regimen svarar med flygbombningar och hundratusentals kurder flyr upp i bergen, där många dör av kyla och hunger [5].
- 7 mars – Sovjetunionen erkänner sig skyldigt till att ha skjutit ned den svenska DC3:a som försvann över Östersjön den 13 juni 1952 [7].
- 14 mars – Karlskronavarvet sjösätter experimentfartyget HMS Smyge som har låg radarprofil [1].
- 22 mars – Fermentas förra huvudägare Refaat El-Sayed döms att betala 260 miljoner SEK i skadestånd till företaget [3].
- 25 mars – Den 63:e Oscarsgalan hålls i Shrine Civic Auditorium i Kalifornien, USA.
- Våren – Den svenska regeringen sluter en energiöverenskommelse med mittenpartierna.

### April
- 4 april

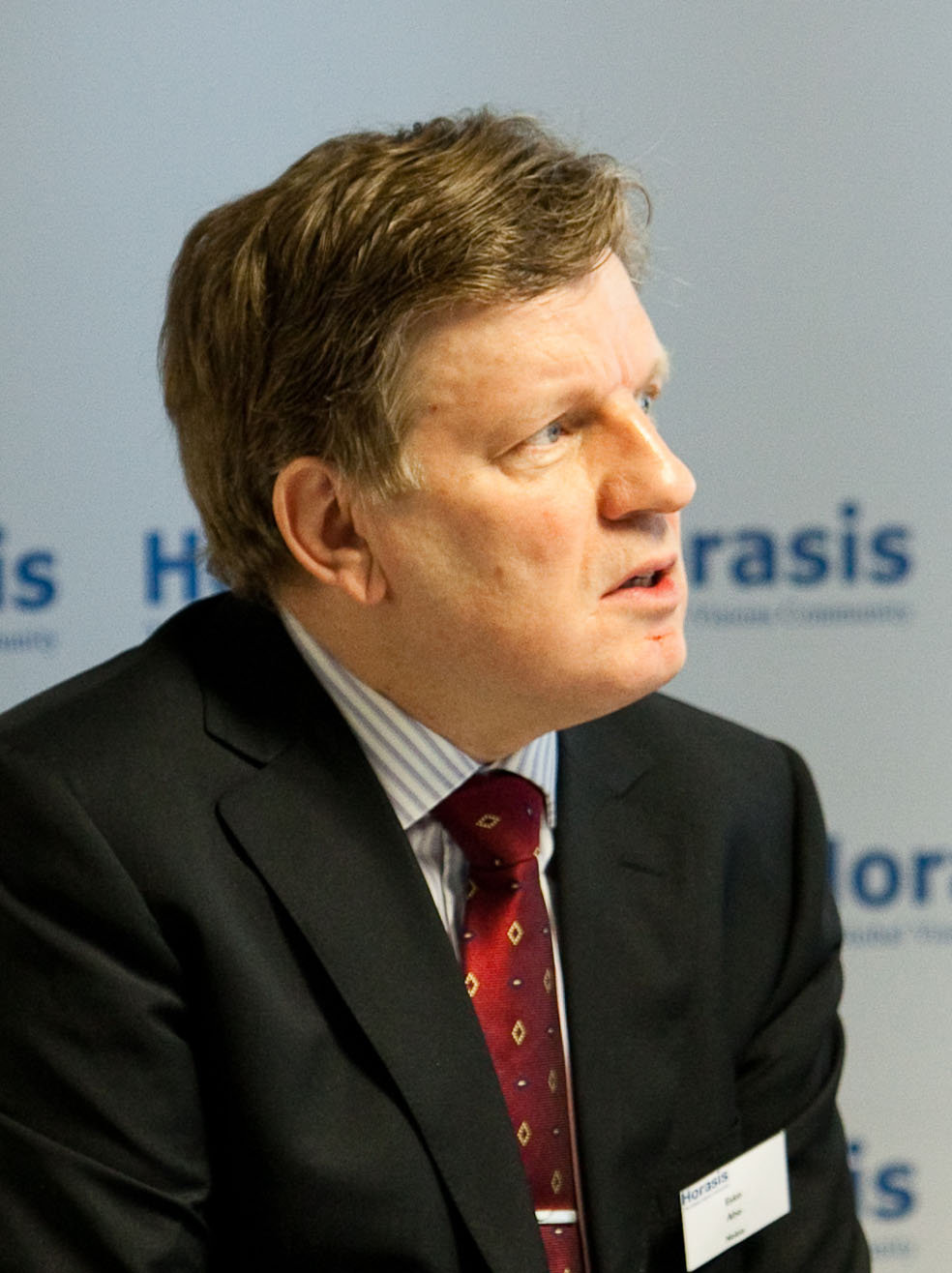
Esko Aho blir statsminister i Finland, och leder en borgerlig regering.

  - Två Bahamasregistrerade fartyg kolliderar i tät dimma i Öresund, och en mindre mängd olja läcker ut [6].
  - Sveriges regering utser Lars Eckerdal till biskop i Göteborgs stift, eftersom han är den enda av kandidaterna, som är villig att prästviga kvinnor [3].
- 6 april
  - Organisationen Nej till EU bildas i Sverige [7].
  - 50 personer omkommer vid tågurspårning i Kuba [8].
- 8 april – Det norska black metalbandet Mayhems svenskfödde sångare Per Yngve Ohlin hittas död (självmördad), i en stuga utanför Oslo, av bandets gitarrist och frontfigur Øystein Aarseth. Aarseth fotograferar liket och använder fotografiet som omslag till bootleget Dawn of the Black Hearts.

Georgien självständigt.

- 9 april – Georgiska SSR utträder ur Sovjetunionen [2].
- 10 april – En italiensk passagerarfärja kör i tät dimma in i tankerfartyget MT Haven utanför kusten vid Livorno, Italien [8].
- 13 april – Efter tre dygns brand sjunker tankerfartyget MT Haven utanför Italiens kust. Ett tre mil brett oljebälte förstör flera badstränder och vållar skador på djur- och växtliv [6].
- 26 april – Esko Aho blir statsminister i Finland, och leder en borgerlig regering [2].

### Maj

Somaliland.

- 3 maj – Volvo och Mitsubishi beslutar att tillsammans utveckla en ny bilmodell [7].
- 4 maj
  - Det filippinska hembiträdet Delia Maga hittas strypt till döds i Singapore, och det fyraåriga barn hon passade, Nicholas Huang, hittas drunknad, vilket blir början till rättsprocessen mot filippinska hembiträdet Flor Contemplacion.
  - Sverige vinner med 2-1 mot Sovjetunionen i den avgörande matchen i Helsingfors och blir därmed världsmästare i ishockey för femte gången [4].
  - Carola Häggkvists låt Fångad av en stormvind' vinner Eurovision Song Contest för Sverige i Rom [4].
  - Årtiondets TV-kanalkrock när ovanstående händelser, VM-guld i hockey och vinst i Eurovisionsfinal, inträffar samtidigt.
- 15 maj – Det visar sig att Consolidator, finansmannen Hans Thulins kraschade finansimperium, har skulder på över 1 miljard SEK.
- 17 maj – USA:s president George Bush meddelar till USA:s kongress att Iraks förtryck av kurderna i norra Irak nödvändiggjort att USA skickar soldater dit [9].
- 18 maj
  - Helen Sharman blir förste britten i rymden.
  - Somaliland utropar sin självständighet från Somalia.

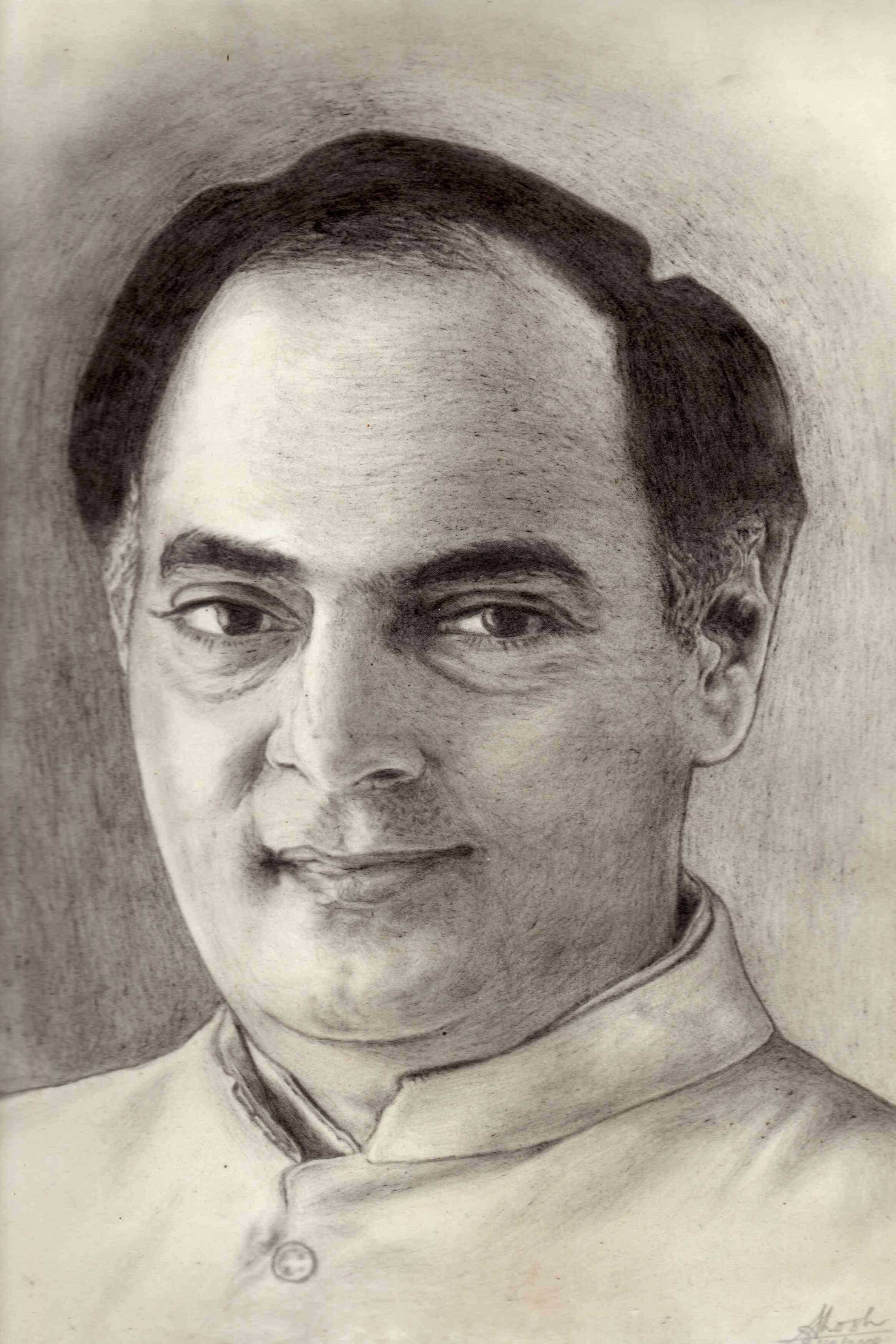
Indiens premiärminister Rajiv Gandhi mördas vid ett bombattendat i Tamil Nadu.

- 19 maj – I en folkomröstning röstar en majoritet av valdeltangarna (93,24%) i den socialistiska republiken Kroatien för självständighet och ett utträde ur den jugoslaviska federationen.
- 21 maj
  - Etiopiens president Mengistu Haile Mariam flyr [2].
  - Indiens premiärminister Rajiv Gandhi mördas vid ett bombattendat i Tamil Nadu [4] under ett valmöte [5].
- 25 maj – Pittsburgh Penguins vinner Stanley Cup 1991 efter 4–2 i matcher mot Minnesota North Stars.
- 27 maj – 100 000 personer dödas vid cyklon i Bangladesh [10].
- 28 maj – EPRDF (Etiopiska folkets revolutionära demokratiska front) intar Addis Abeba, striderna i Etiopien slut [10].
- 31 maj – De så kallade "obducenten" och "allmänläkaren", uppmärksammade i samband med styckmordsrättegången, förlorar sina läkarlegitimationer [3].

### Juni

Kroatien självständigt.

Slovenien självständigt.

- 1 juni – Argentina ändrar Argentinska Antarktis status från territorium till provins.[11]
- 6 juni – Stockholms tingsrätt frikänner Ebbe Carlsson och fem medåtalade för att olagligen ha infört avlyssningsutrustning [3].
- 9 juni – 100 personer omkommer och 200 skadas vid tågkrock i Pakistan [8].
- 10 juni
  - LO-kongressen avskaffar "livstidsval" av ordförande [7].
  - Stig Malm omväljs som LO-ordförande för 5 år.
- 11 juni – Volvo presenterar Volvo 850 GLT som med sina 16 miljarder SEK är det största svenska industriprojektet någonsin [1].
- 12 juni
  - Boris Jeltsin vinner presidentvalet i Ryska SSR [4].
  - Den svenska riksdagen beslutar att bygga en bil- och järnvägsbro mellan Sverige och Danmark över Öresund [7].
- 14 juni – Den svenska regeringen deklarerar att Sverige skall ansöka om medlemskap i EG.[12], vilket godkänns av Sveriges riksdag [7].
- 15 juni – Vulkanen Pinatubo i Filippinerna får sitt första utbrott, vulkanen som inte har haft ett signifikativt utbrott sedan 1500-talet, vulkanutbrottet kräver 800 människoliv och ungefär 10000 blir hemlösa.
- 18 juni – I Sverige beslutar Televerket att byta namn till Telia [3].
- 20 juni – Tysklands förbundsdag beslutar att Berlin åter skall bli tysk huvudstad.[2].
- 25 juni – Kroatien och Slovenien förklarar sig självständiga, och inbördeskrig utbryter i Jugoslavien [4]. Jugoslaviens armé går till anfall och strider utbryter i Slovenien. Kroatien mobiliserar, och tusentals serber flyr därifrån [5].
- 27 juni
  - Strider i Slovenien mellan nationalgardet och JNA [2].
  - Den svenska regeringen beslutar att bygga en järnvägstunnel genom Hallandsåsen.

### Juli
- 1 juli
  - Warszawapakten upplöses [2].
  - Vid en ceremoni i Haag lämnar statsminister Ingvar Carlsson in Sveriges medlemsansökan till EG [4]. Ingvar Carlsson har förklarat att medlemskap är förenligt med den svenska neutraliteten.
  - Skatteverket tar över ansvaret för den svenska folkbokföringen från kyrkan, och en månghundraårig tradition går i graven [4].
  - Skolöverstyrelsen läggs ner och Statens skolverk påbörjar sitt arbete.
  - Statens industriverk, Styrelsen för teknisk utveckling samt Statens energiverk läggs ner och ersätts av NUTEK.
- 6 juli – Nelson Mandela blir ordförande i African National Congress [2].
- 8 juli – EG-parlamentet förbjuder fuktigt svenskt snus från 1 juli 1992 [2].
- 21 juli – JNA inleder uttåget från Slovenien, i Kroatien pågår strider mellan serber och kroater [2].
- 22 juli – Den amerikanske seriemördaren Jeffrey Dahmer grips.
- 24 juli – Tetra Pak fälls av EG-domstolen för brott mot EG:s konkurrenslagar [3].
- 27 juli – 120 personer omkommer vid fartygskollision i Malackasundet [8].
- 31 juli – George Bush och Michail Gorbatjov undertecknar ett avtal om att minska de strategiska kärnvapnen med 33 % [2].

### Augusti

Lettland självständigt.

Estland självständigt.

Belarus självständigt.

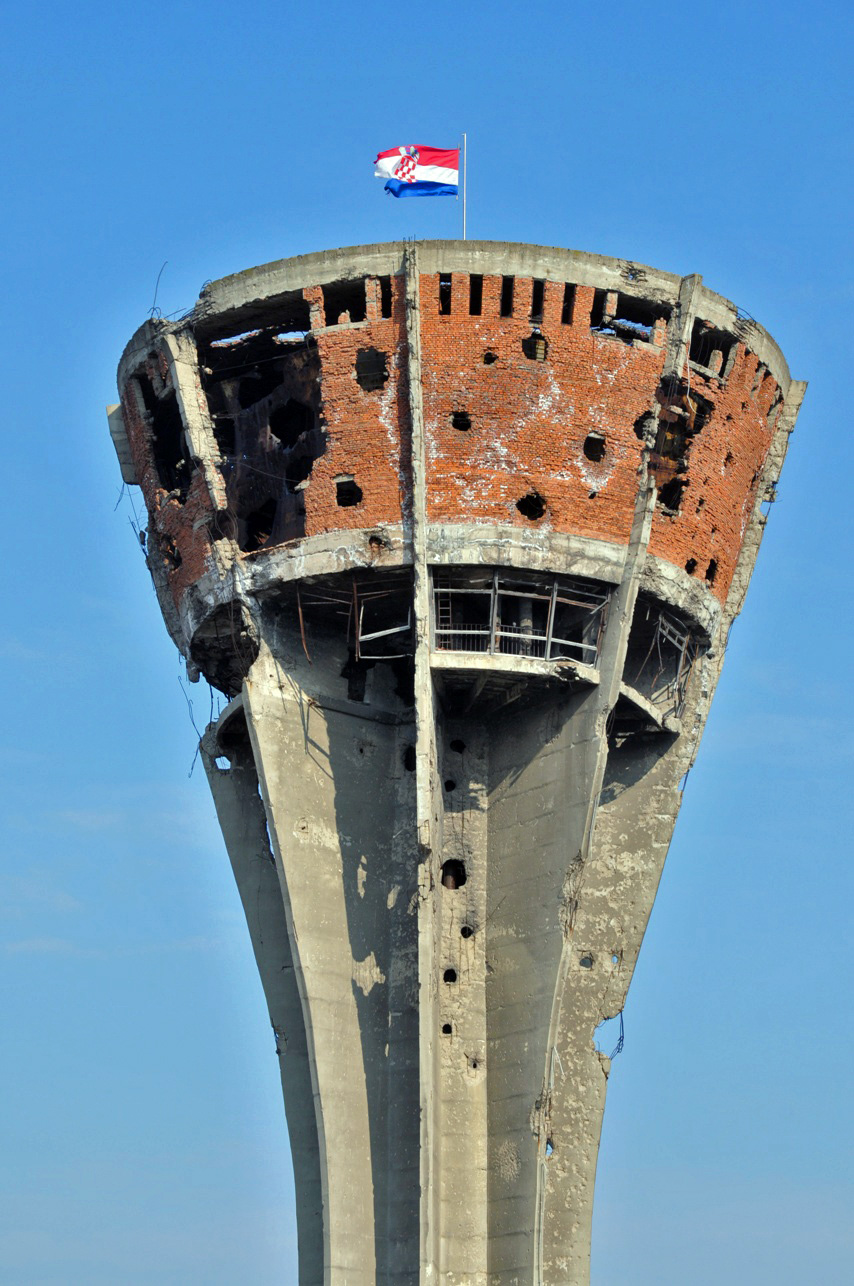
Slaget om Vukovar.

- 3 augusti – John Ausonius, senare kallad Lasermannen, utför sitt första attentat då han skottskadar en student vid Gärdets tunnelbanestation i Stockholm.
- 6 augusti – Den första webbplatsen någonsin skapas på Internet.
- 14 augusti – Det danska Folketinget godkänner förslaget till byggandet av bro- och tunnelförbindelse mellan Danmark och Sverige [2].
- 18 augusti – Antiapartheidorganisationen i Sydafrika upplöser sig själv [2].
- 19 augusti – Boris Jeltsin uppmanar det sovjetiska folket att trotsa juntan [2].
- 19–21 augusti – En åttamannajunta bestående av gammelkommunister i Sovjetunionen försöker störta Michail Gorbatjov, men Boris Jeltsins folkliga uppror slår ner kuppen.[4]
- 20 augusti
  - Sovjetiska juntans trupper vägrar skjuta på folkmassorna vid parlamentsbyggnaden [2].
  - Estland förklarar sig självständigt från Sovjetunionen [2].
- 21 augusti
  - Kuppmännen i Sovjetunionen flyr, Michail Gorbatjov återvänder från Moskva [2].
  - Lettland förklarar sig självständigt från Sovjetunionen [2].
- 23 augusti
  - Maktkamp mellan Michail Gorbatjov och Boris Jeltsin i sovjetiska parlamentet [2].
  - Carl Bildt och Bengt Westerberg presenterar ett gemensamt regeringsalternativ, "Ny start för Sverige" [1].
- 24 augusti
  - Michail Gorbatjov avgår som sovjetisk kommunistpartiledare [5] och upplöser alla partiorgan [2].
  - Rysslands president Boris Jeltsin erkänner Estland och Lettland som fria stater [2].
  - Sveriges kommunikationsminister Georg Andersson och hans danske kollega Kaj Ikast sluter avtal om fast broförbindelse över Öresund [3].
- 25 augusti
  - Vitryska SSR förklarar sig som självständig stat [2].
  - Slaget om Vukovar påbörjas.
- 26 augusti
  - Michail Gorbatjov lovar fria val och självständighet åt de Sovjetrepubliker som vill [2].
  - Linus Torvalds skapar embryot till det som kom att bli operativsystemet Linux
- 27 augusti – Sverige erkänner Estland, Lettland och Litauen som självständiga stater, och skall upprätta diplomatiska förbindelser med dem [3]. EG erkänner dem också [7].
- 28 augusti – Sverige öppnar ambassader i de baltiska staterna [7].
- 29 augusti – Det sovjetiska kommunistpartiet förbjuds att verka [2].
- 30 augusti – Vid världsmästerskapen i friidrott i Tokyo hoppar Mike Powell, USA 8.95 då han vinner herrarnas längdhopp och slår därmed amerikanen Bob Beamons världsrekord på 8.90 från 1968 [4].

### September

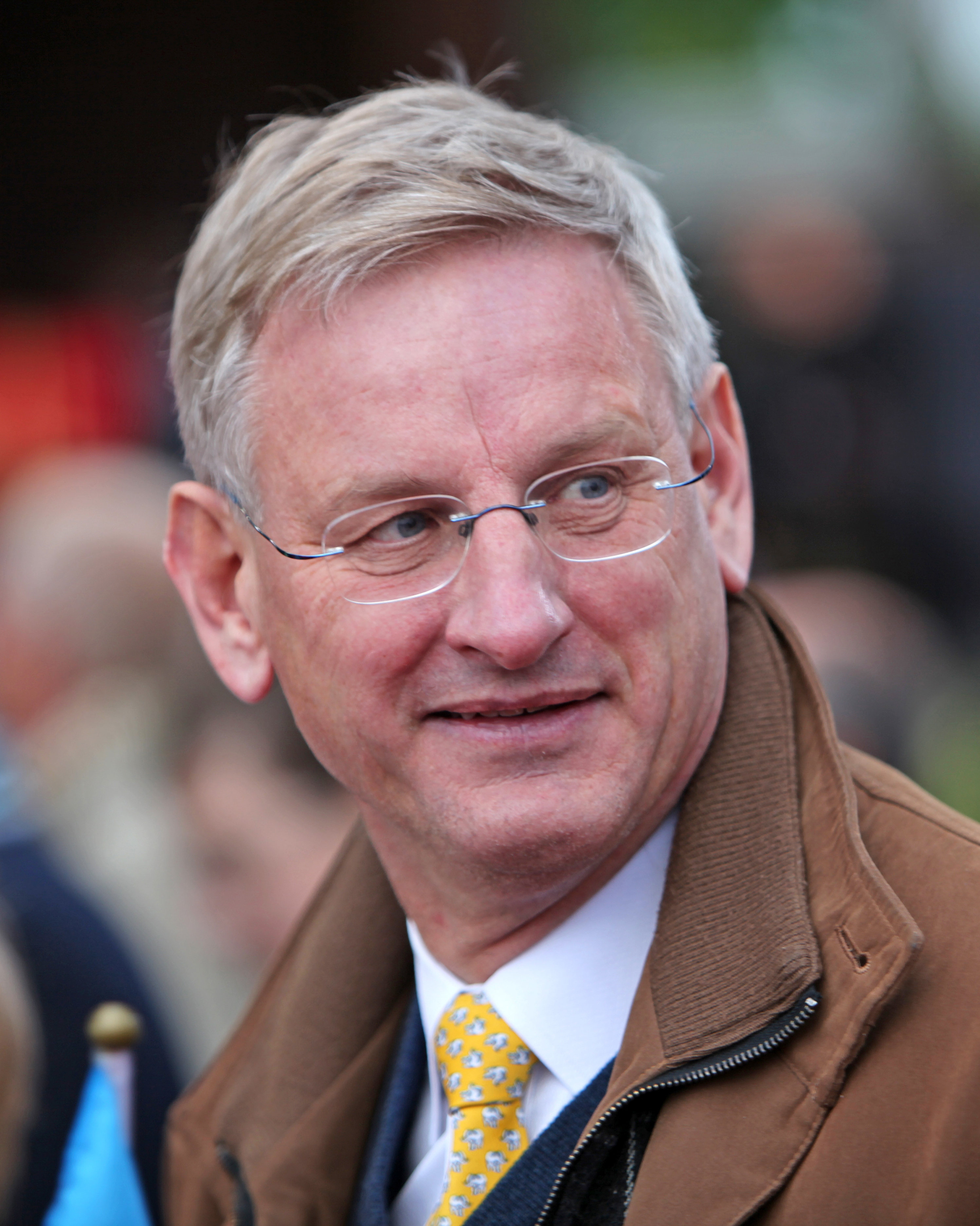
Högerseger i Riksdagsvalet i Sverige 1991.

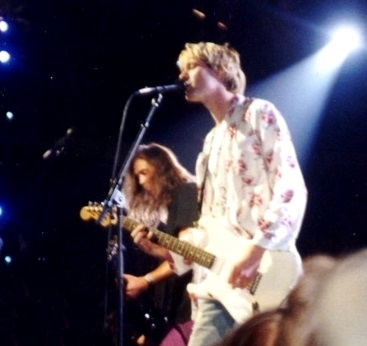
Nirvana slår igenom, då de släpper albumet Nevermind, som blir ett av de mest kända och framgångsrika albumet någonsin. Låten Smells Like Teen Spirit är med på albumet och blir symbolen för generation X. Detta är även början på en stor tid för rockstilen grunge.

- September – Den sovjetiska folkkongressen beslutar att upplösa Sovjetunionen [5].
- 2 september – Michail Gorbatjov och ledarna för 10 sovjetrepubliker enas om att Sovjetunionen bör ersätts av ett lösare förbund [2].
- 5 september – Sovjetunionens folkkongress beslutar att ersätta Sovjetunionen med ett förbund av självständiga stater [2].
- 6 september –  Sovjetunionens folkkongress erkänner att de baltiska staterna (Estland, Lettland och Litauen) återfår sin självständighet [4].
  - Statistik visar att arbetslösheten i Sverige under augusti 1991 nådde 3,1 %, högsta siffran på 10 år [7].
  - Georgien bryter förbindelserna med Sovjetunionen [2].
- 10 september – Grungebandet Nirvana får sitt genombrott med Smells Like Teen Spirit
- 15 september – I det svenska riksdagsvalet går Moderaterna fram tillsammans med Kristdemokraterna och Ny demokrati. Nybildade Ny demokrati blir vågmästare, medan Miljöpartiet åker ur riksdagen [4]. De borgerliga får totalt 170 mandat, socialisterna 154. Ny Demokrati får 6,7 % av rösterna, och 25 mandat [3].
  - Sverigedemokraterna får vid sitt andra riksdagsval, 4 887 avlagda röster, ( 0,9 procent ) .
- 17 september
  - Estland, Lettland, Litauen, Sydkorea, Nordkorea, Marshallöarna och Mikronesien väljs in i FN.[2]
  - Moderatledaren Carl Bildt får i uppdrag att bilda ny svensk regering.
- 23 september – Armenien förklarar sig självständigt från Sovjetunionen [2].
- 24 september –  Nirvana slår igenom, då de släpper albumet Nevermind, som blir ett av de mest kända och framgångsrika albumet någonsin. Låten Smells Like Teen Spirit är med på albumet och blir symbolen för generation X. Detta är även början på en stor tid för rockstilen grunge.
- 25 september – FN:s säkerhetsråd inför vapenembargo mot Jugoslavien [2].
- 25–27 september – USA:s transporterar belgiska soldater till Kinshasa, Zaire och franska soldater till Centralafrikanska republiken och skjutsat hem amerikanska medborgare och tredje land-medborgare från platser utanför Zaire [9].
- 30 september – Ingegerd Troedsson blir Sveriges riksdags första kvinnliga talman.[7]

### Oktober
- 1 oktober

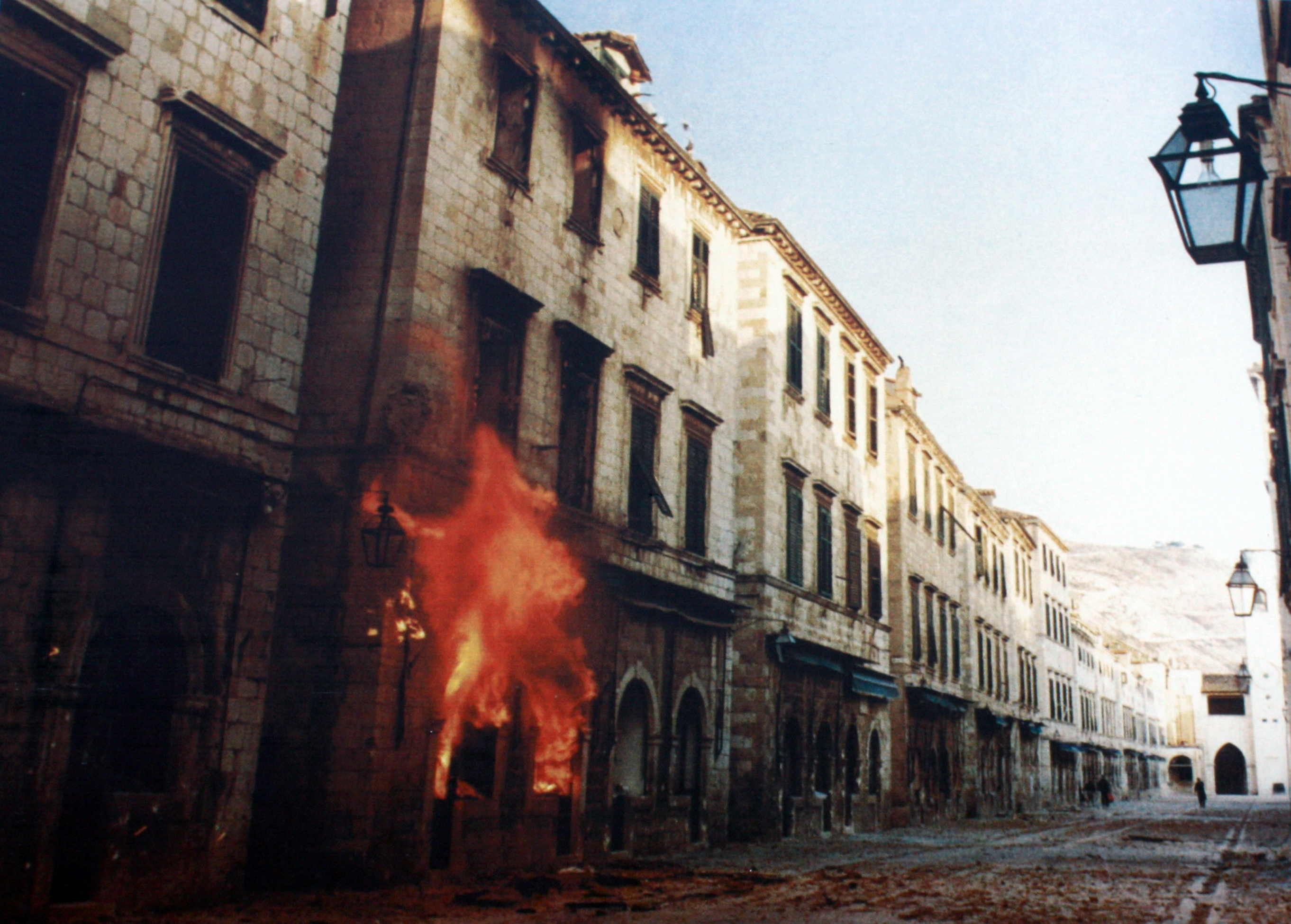
JNA belägrar Dubrovnik.

Azerbajdzjan självständigt.

Turkmenistan självständigt.

  - Haitis folkvalde president Jean-Bertrand Aristide störtas i en militärkupp [2].
  - 10-kronorsmyntet införs och ersätter 10-kronorssedeln, 10-öringarna upphör samtidigt att gälla i Sverige [1].
- 2 oktober – JNA belägrar Dubrovnik [2].
- 3 oktober – Serberna tar makten i Jugoslaviens presidentråd [2].
- 4 oktober – Carl Bildt bildar en svensk fyrpartiregering bestående av Moderata samlingspartiet, Folkpartiet liberalerna, Centerpartiet och Kristdemokratiska samhällspartiet [1].
- 12 oktober – Det svenska spel-TV-programmet Bingolotto börjar sändas.
- 15 oktober – Hasse Alfredson utses till Skansens nye chef [5].
- 16 oktober – Gospićmassakern påbörjas.
- 18 oktober
  - Sovjetunionen och Israel beslutar att återuppta diplomatiska förbindelser [2].
  - Åtta Sovjetrepubliker undertecknar avtal om ekonomiskt samarbete. Ukraina, Moldavien, Georgien och Azerbajdzjan skriver inte på [2].
- 19 oktober – Azerbajdzjan förklarar sig självständigt från Sovjetunionen [2].
- 20 oktober – 1 400 personer omkommer vid ett jordskalv i Indien [10].
- 22 oktober – EG och EFTA enas om att från 1 januari 1993 ingå i EG:s inre marknad [2].
- 26 oktober – Turkmenistan förklarar sig självständigt från Sovjetunionen [2].

### November
- 5 november – Den svenska regeringen framlägger ett nytt sparpaket på 9 miljarder SEK som berör barnbidrag, sjukförsäkring och investeringsbolag medan 4 miljarder SEK föreslås för att bekämpa arbetslösheten [7].
- 6 november
  - 4 000 personer och 12 000 personer blir hemlösa eller omkommer vid ett jordskalv i Filippinerna [10].
  - Ukraina beslutar att ansluta sig till den nya sovjetiska ekonomiska unionen.
  - Den svenska yttrandefrihetsgrundlagen antas av Sveriges riksdag [7]. Den skyddar bland annat yttrandefriheten i radio, TV, film, video och ljudupptagningar.
- 7 november – TV4 får tillåtelse till marksändningar och blir därmed Sveriges första marksända reklamkanal [1] efter beslut i Sveriges regering [3]. Detta sker under namnet Nordisk Television.
- 8 november
  - EG inför handelssanktioner mot Jugoslavien [2].
  - En 34-årig iranier skjuts ihjäl i Stockholm av den så kallade "lasermannen", John Ausonius, som tidigare skjutit invandrare med gevär med lasersikte [5].
- 18 november – Vukovarmassakern inträffar.
- 24 november – Freddie Mercury dör 45 år gammal av lunginflammation med följd av aids
- 29 november – En 23-årig skinnskalle skjuts till döds av civilklädd polis i Malmö.[13][14]
- 30 november
  - Rundradiostationen Motala långvåg läggs ned.
  - Firandet av Karl XII:s dödsdag blir stökig på flera håll [1]. I Lund stoppas nazisternas fackeltåg av antirasister, vilket blir slutet på denna tradition i Lund. I Stockholm hindrar antirasisterna nazisterna från att samlas vid Karl XII:s staty i Kungsträdgården.

### December

Ukraina självständigt.

Sovjetunionen upplöses.

- 1 december – Ukraina lämnar Sovjetunionen [2].
- 3 december – Boutros Boutros-Ghali väljs till FN:s generalsekreterare.
- 4 december – Slaget om Osijek påbörjas.
- 10 december – De 12 EG-medlemsstaterna möts i Maastricht och beslutar att bilda en politisk och ekonomisk union med gemensam valuta [4].
- 12 december – Ryssland lämnar Sovjetunionen.
- 13 december – Nordkorea och Sydkorea sluter försoningsavtal efter 40 år [2].
- 14 december – EG-domstolen ogiltigförklarar EEC-avtalet mellan EG och EFTA, vilket måste omförhandlas [2].
- 16 december – Kazakstan lämnar Sovjetunionen.
- 18 december – Sveriges regering beslutar att avskaffa löntagarfonderna vid årsskiftet 1991-1992 [3].
- 19 december – Sverige erkänner Ryssland, Ukraina och Belarus [7].
- 21 december – Elva tidigare sovjetrepubliker bildar ett statsförbund kallat OSS [2].
- 23 december – Tyskland erkänner Kroatien och Slovenien [2].
- 25 december – Med ett kort tal i Kreml avgår Michail Gorbatjov som Sovjetunionens president [4].
- 26 december – Sovjetunionens högsta sovjet upplöser sig själv efter att först ha bekräftat delstaternas beslut att upplösa Sovjetunionen.
- 27 december – Alla 129 personer i SAS-flygplanet "Dana Viking" överlever då det kraschlandar på en åker i Gottröra 15 kilometer nordost om Arlanda.[4]. Båda vingarna slits av och flygplantskroppen delas i tre delar under landningen [3]. Piloten nödlandar då problem med flygplanet upptäckts.
- 30 december – Finland erkänner Ukraina.[15]
  - En bomb i en förvaringsbox detonerar på Stockholms centralstation efter polisen försökt desarmera den då de fått telefontips om att flera bomber placerats på olika platser i Stockholm. Det visade sig vara ett dåd av Militärligan.[16]
- 31 december – Sovjetunionen upphör officiellt att existera.

### Okänt datum
- Håkan Lans patenterar en applikation till GPS-systemet för positionering.
- Lärarförbundet bildas genom sammanslagning av Svenska lärarförbundet och Sveriges lärarförbund.
- Polisen gör en razzia efter gömda flyktingar i klostret i Alsike i Uppland.
- Den svenska kronkursen knyts till EG-valutan ecu.
- Riksdagen beslutar att det svenska gymnasiet skall reformeras i grunden. Linjegymnasiet skall successivt ersättas av 16 nationella program och ett individuellt.
- En ny svensk kommunallag ger kommunerna stor frihet att själva organisera sin verksamhet.
- Sedan Sydafrika officiellt har upphävt apartheidpolitiken upphäver Sverige sanktionerna mot landet.
- Svenska försvaret får rätt att fälla sjunkbomber mot främmande misstänkta ubåtar.
- Den första överenskommelsen om en tågförbindelse genom Malmö med anslutning till den kommande Öresundsförbindelsen träffas.

## Födda

### Januari
- 2 januari – Davide Santon, italiensk fotbollsspelare.
- 6 januari – Nikola Sarić, Jugoslavien-född dansk fotbollsspelare.
- 10 januari – Kim Jansson, svensk skådespelare.
- 11 januari – Markus Ljungh, svensk ishockeyspelare.
- 12 januari – Robert Gull, svensk roadracingförare.
- 15 januari
  - Edis Djugumovic, svensk fotbollsspelare och mittfältare i IFK Malmö.
  - Cecilia Östberg, svensk ishockeyspelare i Leksands IF Dam.
  - Marc Bartra, spansk fotbollsspelare i Borussia Dortmund.
- 16 januari – Matt Duchene, kanadensisk ishockeyspelare.
- 19 januari – Erin Sanders, amerikansk skådespelare.
- 21 januari – Craig Roberts, brittisk skådespelare.
- 25 januari
  - Jared Cowan, kanadensiskt backlöfte i ishockey.
  - Pål Varhaug, norsk racerförare.

### Februari
- 2 februari – Nathan Delfouneso, engelsk professionell fotbollsspelare.
- 3 februari
  - Viktor Noring, svensk fotbollsmålvakt.
  - Willy Boly, ivoriansk fotbollsspelare.
- 8 februari – Alex Beniaidze, georgisk alpin skidåkare.
- 10 februari – Emma Roberts, amerikansk skådespelare, brorsdotter till Julia Roberts.
- 17 februari
  - Bonnie Wright, brittisk skådespelare.
  - Ed Sheeran, brittisk artist.
  - Daniel Riley, svensk kameraman.
- 24 februari
  - Tim Erixon, svensk ishockeyspelare.
  - Ilmari Nurminen, finländsk socialdemokratisk politiker.
  - Jonas von Essen, svensk minneskonstnär.
- 25 februari
  - Nahir Besara, svensk fotbollsspelare.
  - Gerran Howell, brittisk skådespelare.
  - Adrien Tambay, fransk racerförare.
- 27 februari
  - Anton Mylläri, svensk ishockeyspelare.
  - Andrea Valeri, italiensk gitarrist.
  - Adam Almqvist, svensk ishockeyspelare.

### Mars
- 2 mars – Jacob Josefson, svensk ishockeyspelare.
- 7 mars
  - Casper Carning, svensk ishockeyspelare.
  - Stacy Piagno, amerikansk basebollspelare.
- 15 mars – Daniel Bragderyd, svensk skådespelare.
- 16 mars – Wolfgang Van Halen, amerikansk basist.
- 19 mars – Katarzyna Kiedrzynek, polsk fotbollsmålvakt.
- 20 mars – Marianne Ahlborg, svensk proffsboxare.
- 21 mars – Antoine Griezmann, fransk fotbollsspelare.
- 22 mars – Roberto Merhi, spansk racerförare.
- 23 mars – Dalibor Pandza, bosnisk fotbollsspelare.
- 28 mars – Amy Bruckner, amerikansk skådespelare.

### April
- 1 april – Robin Söder, svensk fotbollsspelare.
- 4 april – Jamie Lynn Spears, amerikansk skådespelare, syster till Britney Spears.
- 9 april – Gai Assulin, israelisk fotbollsspelare.
- 10 april – Amanda Michalka, amerikansk sångerska och skådespelare.
- 12 april – Magnus Pääjärvi, svensk ishockeyspelare.
- 16 april – Nolan Arenado, amerikansk basebollspelare.
- 18 april – Alexandra Nilsson, svensk bloggare.
- 19 april – Axel Pons, spansk roadracingförare.
- 21 april
  - Max Chilton, brittisk racerförare.
  - Kenza Zouiten, svensk bloggare.
- 23 april – Moa Lundqvist, svensk komiker och skådespelare.
- 24 april – Anton Lander, svensk ishockeyspelare.
- 27 april – Lara Gut-Behrami, schweizisk alpin skidåkare.
- 28 april – Aleisha Allen, amerikansk skådespelare.

### Maj
- 1 maj – Bartosz Salamon, polsk fotbollsspelare.
- 9 maj – Pernille Kaae Høier, dansk skådespelare.
- 12 maj – Zlatko Vuletić, balkanfödd norsk artist.
- 15 maj – Jordan Eberle, kanadensisk ishockeyspelare.
- 16 maj – Khwanrudi Saengchan, thailändsk fotbollsspelare.
- 19 maj – Tom Ljungman, svensk skådespelare.
- 20 maj – Miranda Nord, svensk skådespelare.
- 21 maj – Philip Hellqvist, svensk fotbollsspelare.
- 24 maj – Viktor Svedberg, svensk ishockeyspelare.
- 25 maj – Klara Myrén, svensk ishockeyspelare.
- 26 maj – Julianna Rose Mauriello, amerikansk skådespelare.
- 28 maj – Malin Pettersson, svensk bordtennisspelare.

### Juni
- 3 juni – Natasha Dupeyron, mexikansk skådespelare.
- 4 juni – Jordan Hinson, amerikansk skådespelare.
- 10 juni
  - Pol Espargaró, katalansk roadracingförare.
  - Alfred Svensson, svensk skådespelare.
- 18 juni
  - Willa Holland, amerikansk skådespelare.
  - Rasmus Schüller, finsk fotbollsspelare.
- 20 juni – Katarzyna Żurawik, polsk artist.
- 27 juni – Spencer Elden
- 30 juni – Nathaniel Wedderburn, engelsk fotbollsspelare.

### Juli
- 5 juli – Jason Dolley, amerikansk skådespelare.
- 6 juli
  - Klas Dahlbeck, svensk ishockeyspelare.
  - Alesso, svensk discjockey och musikproducent.
- 9 juli
  - Mitchel Musso, amerikansk skådespelare.
  - Jonas Wandschneider, dansk skådespelare.
- 11 juli – Alice Svensson, Vietnam-född svensk artist.
- 12 juli – Erik Per Sullivan, amerikansk skådespelare.
- 14 juli – Zoe Arancini, australisk vattenpolospelare.
- 17 juli – Oliver Ekman Larsson, svensk ishockeyspelare.
- 19 juli
  - Nathalie Hagman, svensk handbollsspelare.
  - Alexander Majorov, svensk konståkare.
- 21 juli – Dejan Garača, svensk fotbollsspelare.
- 23 juli – Fredrik Pettersson Wentzel, svensk ishockeyspelare.
- 24 juli – Robin Lehner, svensk ishockeyspelare.

### Augusti
- 2 augusti – Evander Kane, kanadensisk ishockeyspelare.
- 5 augusti – Esteban Gutiérrez, mexikansk racerförare.
- 11 augusti – Daniel Thorén, svensk ishockeyspelare
- 8 augusti – Landon Ferraro, kanadensisk ishockeyspelare.
- 14 augusti – Henrik Harlaut, svensk freestyleskidåkare.
- 16 augusti
  - Evanna Lynch, irländsk skådespelare.
  - William Wallén, svensk ishockeyspelare.
- 17 augusti – Austin Butler, amerikansk skådespelare.
- 21 augusti – Tess Gaerthé, nederländsk artist.
- 22 augusti – Federico Macheda, italiensk fotbollsspelare.
- 28 augusti
  - Kyle Massey, amerikansk skådespelare.
  - Axel Zuber, svensk skådespelare.
  - Dilan Apak, programledare för satirprogrammet Tankesmedjan i P3.

### September
- 4 september – Carter Jenkins, amerikansk skådespelare.
- 5 september – Skandar Keynes, brittisk skådespelare.
- 8 september – Isobel Bishop, australisk vattenpolospelare.
- 14 september – Lauri Dalla Valle, finsk fotbollsspelare.
- 19 september – Adem Ljajić, serbisk fotbollsspelare.
- 25 september
  - Alex Rossi, amerikansk racerförare.
  - Calle Järnkrok, svensk ishockeyspelare.

### Oktober
- 4 oktober
  - Cole Hawkins, amerikansk skådespelare.
  - Nicolai Kielstrup, dansk artist.
- 10 oktober – Ludvig Öhman, svensk fotbollsspelare.
- 16 oktober
  - Edward Grimes, irländsk popsångare i gruppen Jedward.
  - John Grimes, irländsk popsångare i gruppen Jedward.
- 20 oktober – Kirsten Olson, amerikansk konståkerska och skådespelare.
- 28 oktober – Gabriela Dias, brasiliansk vattenpolospelare.
- 29 oktober – Oscar Lindberg, svensk ishockeyspelare.
- 30 oktober – Artemi Panarin, rysk ishockeyspelare.
- 31 oktober – Jordan-Claire Green, amerikansk skådespelare.

### November
- 4 november – Bee Vang, amerikansk skådespelare.
- 7 november
  - Anne Gadegaard, dansk artist.
  - Felix Rosenqvist, svensk racerförare.
- 14 november
  - Taylor Hall, kanadensisk ishockeyspelare.
  - Taras Romanczuk, polsk fotbollsspelare.
- 15 november
  - Liridon Kalludra, svensk fotbollsspelare.
  - Shailene Woodley, amerikansk skådespelare.
- 17 november – Nicolás Millán, chilensk fotbollsspelare.
- 18 november – Noppawan Lertcheewakarn, thailändsk tennisspelare.
- 25 november – Hanna Westrin, svensk simmare.

### December
- 2 december – Jesper Fast, svensk ishockeyspelare.
- 10 december
  - Zoe Keller, amerikansk skådespelare.
  - Mikael Dyrestam, guineansk fotbollsspelare.
- 11 december – Anna Bergendahl, svensk sångerska.
- 13 december – Vladimir Tarasenko, rysk ishockeyspelare.
- 14 december – Måns Jenninger, pojke från Lerum som begick självmord.
- 24 december – Louis Tomlinson, brittisk sångare, medlem i bandet One Direction

## Avlidna

### Första kvartalet

#### Januari
- 1 januari – Inga Gentzel, 82, svensk sångerska.
- 8 januari – Steve Clark, 30, brittisk rockmusiker, medlem i bandet Def Leppard.
- 10 januari – Jan von Zweigbergk, 65, svensk skådespelare och regiassistent.
- 14 januari – Irwin Goodman, 47, finländsk sångare.
- 17 januari – Olav V, 87, kung av Norge sedan 1957 [4].
- 19 januari – Gernot Reinstadler, 21, österrikisk alpin skidåkare.
- 21 januari – Ileana, 82, rumänsk prinsessa.
- 22 januari – Lennart Landheim, 70, svensk filmproducent och inspicient.
- 23 januari – Esko Järventaus, 69, finländsk arkitekt.
- 24 januari – Bo Setterlind, 67, svensk författare och poet [1].
- 26 januari – Hans Strååt, 73, svensk skådespelare.
- 30 januari
  - John Bardeen, 82, amerikansk fysiker, nobelpristagare.
  - John McIntire, 83, amerikansk skådespelare.

#### Februari
- 7 februari – Werner Fuetterer, 84, tysk skådespelare.
- 13 februari
  - Arno Breker, 90, tysk skulptör.
  - Gunnar Hultgren, 88, svensk ärkebiskop 1958–1967.
- 21 februari
  - John Sherman Cooper, 89, amerikansk republikansk politiker, diplomat och jurist, senator 1946–1949, 1952–1955 och 1956–1973.
  - Margot Fonteyn, 71, brittisk ballerina.

#### Mars
- 2 mars – Serge Gainsbourg, 62, fransk sångare.
- 3 mars – Nils-Gustaf Gejvall, 79, svensk zoolog och osteolog.
- 9 mars – Greta Bjerke, 80, svensk sångerska och skådespelare.
- 12 mars – LeRoy Collins, 82, amerikansk demokratisk politiker, guvernör i Florida 1955–1961.
- 14 mars – Margery Sharp, 86, brittisk författare.
- 20 mars – Conor Clapton, 4, brittisk pojke, son till Eric Clapton och Lory Del Santo.
- 25 mars – Marcel Lefebvre, 85, fransk romersk-katolsk kyrkoman och dissident, ärkebiskop av Dakar 1955–1962.
- 26 mars – Doug Herland, 39, amerikansk roddare.
- 30 mars – Gunnar Wikland, 72, svensk militär.

### Andra kvartalet

#### April
- 1 april – Detlev Karsten Rohwedder, 58, tysk företagsledare och politiker.
- 3 april – Graham Greene, 86, brittisk författare.
- 4 april – John Heinz, 52, amerikansk republikansk politiker, senator 1977–1991.
- 5 april – John Tower, 65, amerikansk republikansk politiker, senator 1961–1985.
- 8 april – Dead, eg. Per Yngve Ohlin, 22, svensk musiker, sångare i Mayhem.
- 10 april – Chris Hani, 50, sydafrikansk kommunistisk politiker.
- 16 april – David Lean, 83, brittisk regissör.
- 18 april – Rudolf Keijser, 68, svensk musiker och pianostämmare.
- 22 april – Marianne Stjernqvist, 66, svensk skådespelare på ett flertal stadsteatrar samt TV-teatern.
- 23 april – William Dozier, 83, amerikansk TV-producent som bland annat skapade TV-serien Läderlappen.

#### Maj
- 5 maj – Rolf Larsson, 73, svensk jazzpianist, kompositör och musikarrangör.
- 14 maj – Kerstin Sundmark, 69, svensk kompositör och sångtextförfattare.
- 17 maj
  - Gösta Liljekvist, 82, svensk civilingenjör och militär.
  - Göthe Grefbo, 69, svensk skådespelare.
- 18 maj – Gunnar Johansson, 85, svensk kapellmästare, kompositör, musikpedagog och musikdirektör.
- 21 maj
  - Rajiv Gandhi, 46, indisk politiker, mördad.
  - Gösta Lundström, 86, svensk biskop.
- 24 maj – Gene Clark, 46, sångare, gitarrist och låtskrivare, medlem i The Byrds.
- 27 maj – Helge Mauritz, 87, svensk skådespelare och sångare.

#### Juni
- 2 juni – Hans Lagerkvist, 67, svensk regissör, producent, och skådespelare.
- 6 juni – Stan Getz, 64, amerikansk jazzsaxofonist.
- 15 juni – Happy Chandler, 92, amerikansk demokratisk politiker och idrottsledare.
- 16 juni – Adina Mandlová, 81, tjeckisk skådespelare.
- 19 juni
  - Jean Arthur, 90, amerikansk skådespelare.
  - Tony Williamson, 58, brittisk manusförfattare.
- 20 juni – Michael Westphal, 26, tysk tennisspelare.
- 24 juni – Nils Ahlroth, 71, svensk underhållare och skådespelare.
- 26 juni – Öllegård Wellton, 59, svensk skådespelare.

### Tredje kvartalet

#### Juli
- 1 juli – Michael Landon, 54, amerikansk skådespelare, regissör och sångare.
- 4 juli – Martin Söderhjelm, 78, svensk skådespelare, regissör, dramaturg och författare.
- 6 juli – Henrik Sandblad, 78, svensk idéhistoriker och professor.
- 7 juli – Lennart Stendahl, 77, svensk militär.
- 9 juli – Danio Bardi, 54, italiensk vattenpolospelare.
- 16 juli – Robert Motherwell, 76, amerikansk konstnär.
- 24 juli
  - Folke Olhagen, 69, svensk radio- och TV-journalist - Novisen vid spisen.
  - Isaac Bashevis Singer, 87, polsk-amerikansk författare och nobelpristagare.
- 29 juli – Christian de Castries, 88, fransk militär.
- 31 juli – Miro Barešić, 40, kroatisk nationalist

#### Augusti
- 9 augusti – Dag Stålsjö, 54, svensk TV-producent.
- 13 augusti – Richard A. Snelling, 64, amerikansk republikansk politiker.
- 22 augusti
  - Boris Pugo, 54, lettisk-sovjetisk politiker.
  - Sven Löfgren, 84, svensk rekvisitör och skådespelare.
- 30 augusti – Jean Tinguely, 66, schweizisk konstnär.

#### September
- 3 september – Bengt Uller, 85, svensk militär.
- 8 september – Brad Davis, 41, amerikansk skådespelare.
- 11 september – Bertil Anderberg, 78, svensk skådespelare.
- 20 september – Roger Zech, 24, liechtensteinsk fotbollsspelare.
- 25 september
  - Klaus Barbie, 77, tysk SS-officer.
  - Alice Lyttkens, 93, svensk författare.[1]
- 26 september – Miles Davis, 65, amerikansk jazzmusiker och kompositör.

### Fjärde kvartalet

#### Oktober
- 9 oktober – Dagmar Lange, 77, svensk deckarförfattare, pseud. Maria Lang.
- 10 oktober – Jacob Dahlin, 39, svensk programledare.
- 17 oktober – Ester Lindin, 100, svensk folkskollärare och författare.
- 18 oktober – Gunnar Sønstevold, 78, norsk kompositör av bland annat filmmusik.
- 24 oktober – Gene Roddenberry, 70, skapare av Star Trek.

#### November
- 6 november – Gene Tierney, 70, amerikansk skådespelare.
- 9 november – Allan Johansson, 72, svensk pianist, kompositör, kapellmästare och sångare.
- 11 november – Gunnar Gren, 71, svensk fotbollsspelare, en del av trion Gre-No-Li.[1]
- 20 november – Inga-Lill Åhström, 83, svensk skådespelare.
- 23 november – Klaus Kinski, 65, tysk skådespelare.
- 24 november
  - Freddie Mercury, 45, brittisk rocksångare i gruppen Queen.
  - Eric Carr, 41, amerikansk rockmusiker, medlem i hårdrocksgruppen Kiss.

#### December
- 3 december – Arthur Fischer, 94, svensk skådespelare, författare, skulptör, akvarellist och tecknare.
- 4 december – Maud Walter, 78, svensk skådespelare.
- 6 december – Majlis Granlund, 66, finlandssvensk skådespelare.
- 8 december – Sonja Looft, 95, svensk skådespelare.
- 9 december – Berenice Abbott, 93, amerikansk fotograf.
- 11 december – Artur Lundkvist, 85, svensk författare.[7]
- 12 december – Eleanor Boardman, 93, amerikansk skådespelare.
- 22 december – Ernst Krenek, 91, österrikisk kompositör.

## Nobelpris[17]
- Fysik – Pierre-Gilles de Gennes, Frankrike
- Kemi – Richard R. Ernst, Schweiz
- Medicin
  - Erwin Neher, Tyskland
  - Bert Sakmann, Tyskland
- Litteratur – Nadine Gordimer, Sydafrika
- Fred – Aung San Suu Kyi, Myanmar
- Ekonomi – Ronald Coase, Storbritannien

### Fotnoter
1. 1 2 3 4 5 6 7 8 9 10 11 12 13 14 15 16  Hundra år i Sverige – 1991, Hans Dahlberg, Albert Bonniers, 1999
2. 1 2 3 4 5 6 7 8 9 10 11 12 13 14 15 16 17 18 19 20 21 22 23 24 25 26 27 28 29 30 31 32 33 34 35 36 37 38 39 40 41 42 43 44 45 46 47 48 49  Faktakalendern 2000 – 1991 (Utlandet), Semic, 1999
3. 1 2 3 4 5 6 7 8 9 10 11 12 13  Sverige 1900-talet – 1991, NE, Bra Böcker, 2000
4. 1 2 3 4 5 6 7 8 9 10 11 12 13 14 15 16 17 18 19 20 21  20:e århundrades När Var Hur – 1991, Bernt Himmelstedt, Forum, 1999
5. 1 2 3 4 5 6 7 8 9  100 år med Aftonbladet – 1991, 1999
6. 1 2 3 4  Faktakalendern 1997, Semic, 1996
7. 1 2 3 4 5 6 7 8 9 10 11 12 13 14 15 16  Faktakalendern 2000 – 1991 (Sverige), 1999
8. 1 2 3 4 5 6  Faktakalendern 1996, Semic, 1995
9. 1 2  Grimmett, Richard F. (5 oktober 2004). ”Instances of Use of United States Armed Forces Abroad, 1798 – 2004”. Naval History and Heritage Command. https://www.history.navy.mil/research/library/online-reading-room/title-list-alphabetically/i/use-of-armed-forces-abroad-1798-2004.html.
10. 1 2 3 4  Faktakalendern 2006, Semic, 2005
11. ↑  ”World Statesmen (läst 3 april 2011)”. http://www.worldstatesmen.org/Argentina.html#Tierra.
12. ↑  Hundra år i Sverige – Gränslöshetens dagar, Hans Dahlberg, Albert Bonniers, 1999
13. ↑  ”Tolv dödsskjutningar sedan 1990”. Aftonbladet. 20 maj 2002. Arkiverad från originalet den 10 februari 2005. https://web.archive.org/web/20050210220837/http://www.aftonbladet.se/vss/nyheter/story/0,2789,166469,00.html.
14. ↑  Himmelstedt, Bernt, red (1993). När Var Hur 1993. Stockholm: Bokförlaget Forum AB. sid. 23. ISBN 91-37-10231-1
15. ↑  ”Historia på Finlands ambassad i Kievs hemsida”. Arkiverad från originalet den 5 augusti 2016. https://web.archive.org/web/20160805201528/http://finland.org.ua/public/default.aspx?nodeid=31719&contentlan=3&culture=sv-FI. Läst 1 december 2015.
16. ↑  ”Militärligan Bombdåd”. https://app.tt.se/bildobjekt/image/sdl4zB5Yn1NTCU. Läst 28 juli 2023.
17. ↑  ”Nobelpriset”. https://www.nobelprize.org/prizes/lists/all-nobel-prizes/. Läst 10 april 2011.